# Bern Capitals
Bern Capitals ist ein Schweizer Unihockeyverein aus Bern, dessen erste Mannschaft in der Schweizer 1. Liga Grossfeld im Unihockey spielt.

## Geschichte

### Gründung
Die Bern Capitals wurden im Februar 2002 aus einer Zusammenarbeit zwischen den Clubs UHC Bern Ost, UHU Laupen-Bern und UHC Berner Hurricanes gegründet. Im Leistungssportbereich verfolgen die Bern Capitals mit ihren fünf Männerteams (1. Liga, U21, U18, U16 und U14) das Ziel, Plätze in der zweithöchsten Spielklasse zu sichern.

### Breitensport
Der Verein bietet mittlerweile eine Kombination aus Leistungs- und Breitensport an. Unter dem ursprünglichen UHC Bern Ost entstanden 2020 die Bern Capitals Ost, die sich nur auf den Breitensport fokussieren.

## Partnervereine
Die Bern Capitals ermöglichen durch eine Kooperation mit Floorball Köniz talentierten Junioren den Einstieg in den Spitzensport.
Für Mädchen bieten sie eigene Juniorinnenteams an, nachdem der Leistungsbereich der Frauen 2013 ausgegliedert und in den Verein Wizards Bern Burgdorf integriert wurde.

## Nachhaltigkeit
Als erster Sportverein der Schweiz traten die Bern Capitals der UNO-Klimaschutz Initiative bei.
Am 11. November 2022 gewannen die Bern Capitals den Green Goal Award, der ihnen während der Weltmeisterschaft in Zürch übergeben wurde.

## Teams
Grossfeld
- 1. Liga
- 2. Liga
- 3. Liga
- 4. Liga
- Frauen 2. Liga

Kleinfeld
- 2. Liga

Nachwuchs Grossfeld
- U21 B
- U18 B
- U18 C
- U16 B
- U14 B
- Frauen U21 B
- Frauen U17 B

Nachwuchs Kleinfeld
- C
- D Gelb
- D Rot
- D Grün
- E Rot
- E Gelb
- Juniorinnen C
- Juniorinnen D
- Juniorinnen E Blau
- Unihockeyschule